# 南三角座γ
南三角座γ，又名CP-68 2383，HD 135382、SAO 253097、HR 5671，是南三角座的一颗恒星，视星等为2.89，位于銀經315.71，銀緯-9.55，其B1900.0坐标为赤經15h 9m 34.1s，赤緯-68° -9.55′ 36″。